# Kondominium (kolonia)

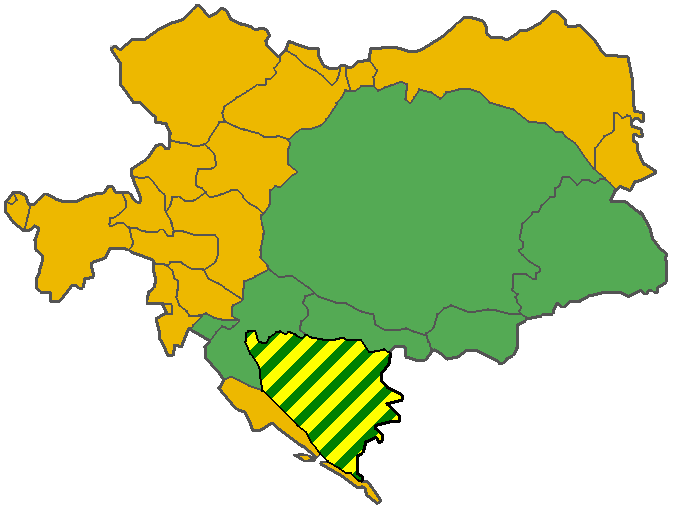
Kondominium Bośni i Hercegowiny (obszar zakreskowany) zarządzane wspólnie przez Austrię i Węgry

Kondominium (z łac. con- = 'współ-', dominium = ‘panowanie’) – kolonia lub inne terytorium zarządzane wspólnie przez dwa lub więcej państw-metropolii.
Taki status miały np. Nowe Hebrydy, które przed uzyskaniem niepodległości (jako Vanuatu) były wspólną posiadłością Wielkiej Brytanii i Francji. Inne kondominia to Canton i Enderbury – współwładanie Wielkiej Brytanii i Stanów Zjednoczonych, eksklawa Walvis Bay pod wspólną administracją RPA i Namibii. Oba już nie posiadają statusu kondominium. Sudan stał się kondominium brytyjsko-egipskim po powstaniu Mahdiego.

## Przykłady

### Współczesne
Współcześnie istnieją następujące kondominia, którymi zarządzają wspólnie dwa państwa lub jednostki administracyjne:
- wyspa Faisans na granicznej rzece Bidasoa – pod wspólnym zarządem Hiszpanii (miasto Irun – Kraj Basków) i Francji (Hendaye). Kondominium istnieje od 1659 (Pokój pirenejski);
- rzeka Mozela i jej dopływy Sûre i Our – pod zarządem Luksemburga i Niemiec. Oba państwa zarządzają mostami, a także fragmentem wyspy w pobliżu Schengen. Kondominium istnieje od 1816 roku;
- niewielkie obszary na Półwyspie Arabskim – rządzone wspólnie przez:
  - Oman i Zjednoczone Emiraty Arabskie (emirat Adżman),
  - dwa emiraty Zjednoczonych Emiratów Arabskich: Fudżajra i Szarika;
- część rzeki Parana między Salto Grande de Sete Quedas a ujściem rzeki Iguaçu – wspólny zarząd Brazylii i Paragwaju;
- Dystrykt Brczko w Bośni i Hercegowinie – będący formalnie wspólnym obszarem Republiki Serbskiej i Federacji Bośni i Hercegowiny, pozostaje od 1995 pod kontrolą międzynarodową;
- Palestyna, obszary o statusie B – pozostające pod wspólną kontrolą Palestyńskich Władz Narodowych (administracja) i Izraela (władza wojskowa, bezpieczeństwo);
- część Jeziora Bodeńskiego (bez wysp) – Austria uznaje za kondominium Austrii, Niemiec i Szwajcarii; lecz te dwa ostatnie państwa nie podzielają tej opinii.

W praktyce kondominium pod względem celnym i gospodarczym stanowią również:
- Campione d’Italia – eksklawa włoska pośród terytorium Szwajcarii. Choć stanowi terytorium Włoch Campione jest w znacznym stopniu zintegrowane gospodarczo i administracyjnie ze Szwajcarią, używa się tam franka szwajcarskiego i korzysta ze specjalnych uzgodnień celnych pozwalających obywatelom Włoch przekraczać szwajcarskie terytorium;
- Büsingen am Hochrhein – eksklawa niemiecka na terytorium Szwajcarii wchodząca w skład jej obszaru celnego. Mieszkańcy Büsingen mając niemieckie obywatelstwo, korzystają również z praw obywateli szwajcarskich np. prawa do pracy, działa tam też szwajcarska policja[1];
- Baarle – miasto podzielone między Holandię (Baarle-Nassau) i Belgię (Baarle-Hertog), stanowiące skomplikowany układ enklaw i eksklaw, w którym równolegle funkcjonują prawa belgijskie i holenderskie[2];

Sytuacja o cechach kondominium istnieje również tam gdzie suwerenne podmioty prawa międzynarodowego (niemające własnego terytorium państwowego) użytkują terytorium innego państwa:
- Watykan – Stolica Apostolska, która stanowi suwerenny podmiot prawa międzynarodowego dysponuje terytorium Państwa Watykańskiego, z którym pozostaje w unii personalnej i funkcjonalnej[3];
- Rzym, Birgu – Suwerenny Zakon Maltański będący suwerennym podmiotem prawa międzynarodowego dysponuje terytorium Włoch i Malty, gdzie znajdują się jego eksterytorialne posiadłości. W Rzymie są to: Pałac Maltański – siedziba władz Zakonu i Villa Malta na Awentynie. Na Malcie natomiast jest to Fort św. Anioła w Birgu.

Kondominium nie jest natomiast Międzynarodowa Stacja Kosmiczna – na pokładzie w module należącym do danego państwa obowiązuje jurysdykcja tego państwa, tak jakby dane laboratorium było przyłączone do odpowiedniego narodowego terytorium. Angielski termin condominium bywa używany w odniesieniu do ISS, ale w znaczeniu wspólnoty mieszkaniowej.

### Historyczne
- Bośnia i Hercegowina w latach 1908–1918, wspólny zarząd Austrii i Węgier.
- Nauru w latach 1923–1942, 1947–1968, wspólny zarząd Wielkiej Brytanii, Australii i Nowej Zelandii.
- Nowe Hebrydy w latach 1906–1980, wspólny zarząd Wielkiej Brytanii i Francji.
- Samoa w latach 1889–1899, zarząd Wielkiej Brytanii, Niemiec i USA.
- Sudan w latach 1899–1956, zarząd Wielkiej Brytanii i Egiptu.
- Tanger w latach 1923-1956 oficjalnie strefa międzynarodowa, faktycznie kondominium Francji, Hiszpanii i Wielkiej Brytanii a po 1945 również Stanów Zjednoczonych i ZSRR[7]
- Togoland w latach 1914–1916, zarząd Wielkiej Brytanii i Francji.
- Canton i Enderbury (wyspy Feniks) w latach 1939–1979 (1983), zarząd Wielkiej Brytanii i USA.
- Walvis Bay w latach 1992–1994, zarząd RPA i Namibii.
- Andora od 1278 do 1992, wspólny protektorat Hiszpanii i Francji.
- Inflanty w latach 1569–1660, współposiadłość Korony i Litwy[8].
- Księstwa: Szlezwika i Holsztynu w latach 1864–1865, wspólny zarząd Prus i Austrii.
- Oregon w latach 1818–1846, wspólny zarząd Wielkiej Brytanii i USA.
- Wolne Miasto Kraków w latach 1815–1846, wspólny protektorat Austrii, Prus i Rosji[9].
- Węgry w 1541 zarządzane przez Habsburgów, Turków oraz Jana Zygmunta i jego matkę Izabelę Jagiellonkę.
- Neutralny Moresnet w latach 1815–1919 między Prusami i Królestwem Niderlandów (później Niemcami i Belgią)
- Hans (wyspa) – położona w cieśninie Naresa, terytorium sporne pomiędzy Kanadą a Danią (Grenlandią) administrowane de facto przez oba te państwa do 2022, kiedy to podzielono wyspę na dwie części[10][11].

### Niezrealizowane projekty
- Gibraltar – w 2002 roku rządy brytyjski i hiszpański doszły do porozumienia w sprawie przyszłości Gibraltaru, będącego od 1713 roku brytyjską kolonią (terytorium zamorskim), a wcześniej posiadłością Hiszpanii. Projekt przewidywał ustanowienie brytyjsko-hiszpańskiego kondominium w Gibraltarze („wspólny podział suwerenności”). 7 listopada 2002 roku Gibraltarczycy odrzucili w referendum tę propozycję przytłaczającą większością głosów (NIE: 98,5%, TAK: 1,03%)[12].

## Galeria

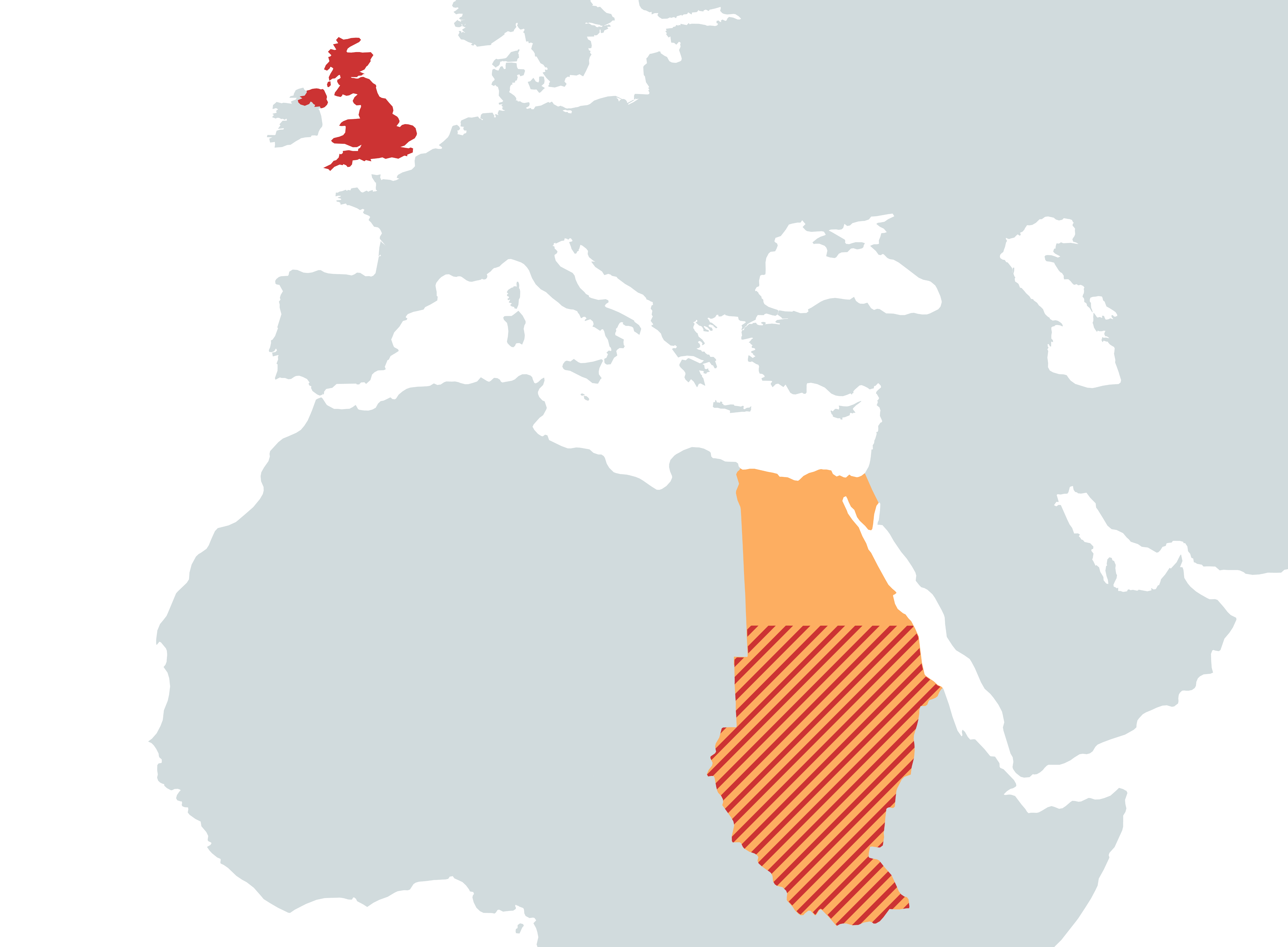
Sudan Anglo-Egipski największe obszarowo kondominium w latach 1899-1956
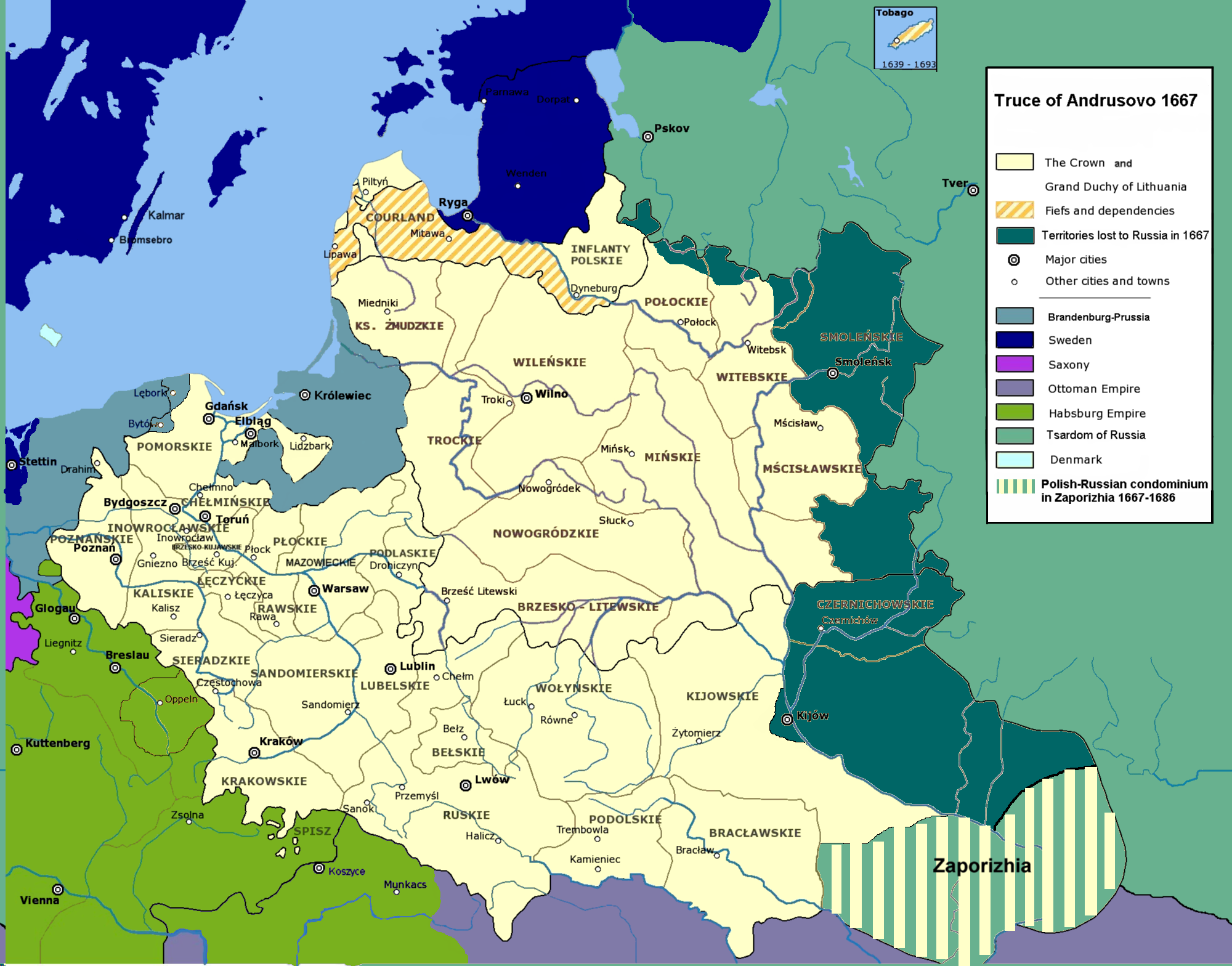
Rzeczpospolita po rozejmie andruszowskim 1667 roku, zaznaczono Zaporoże jako kondominium polsko-rosyjskie w latach 1667–1686
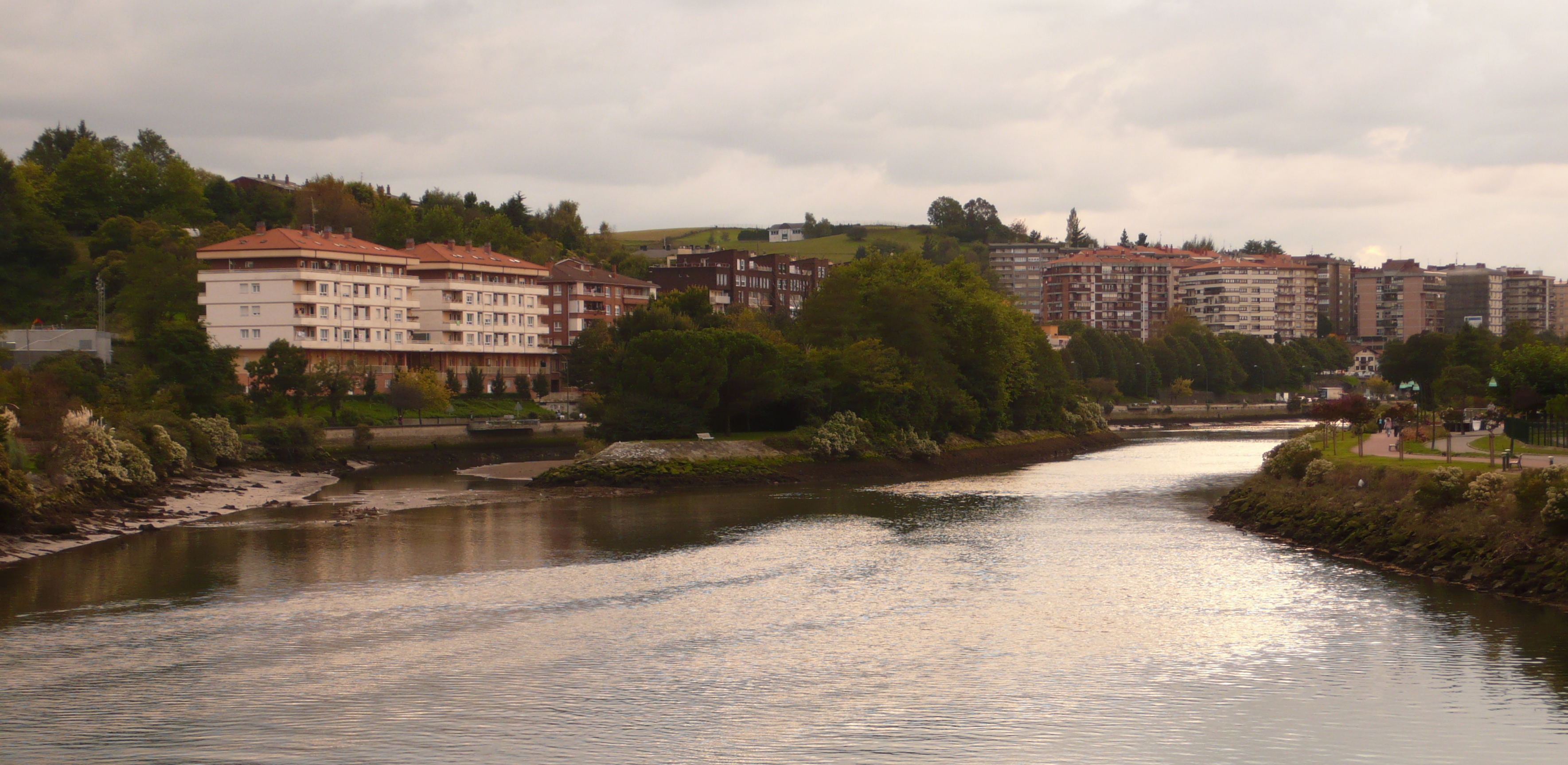
Wyspa Faisans – kondominium francusko-hiszpańskie
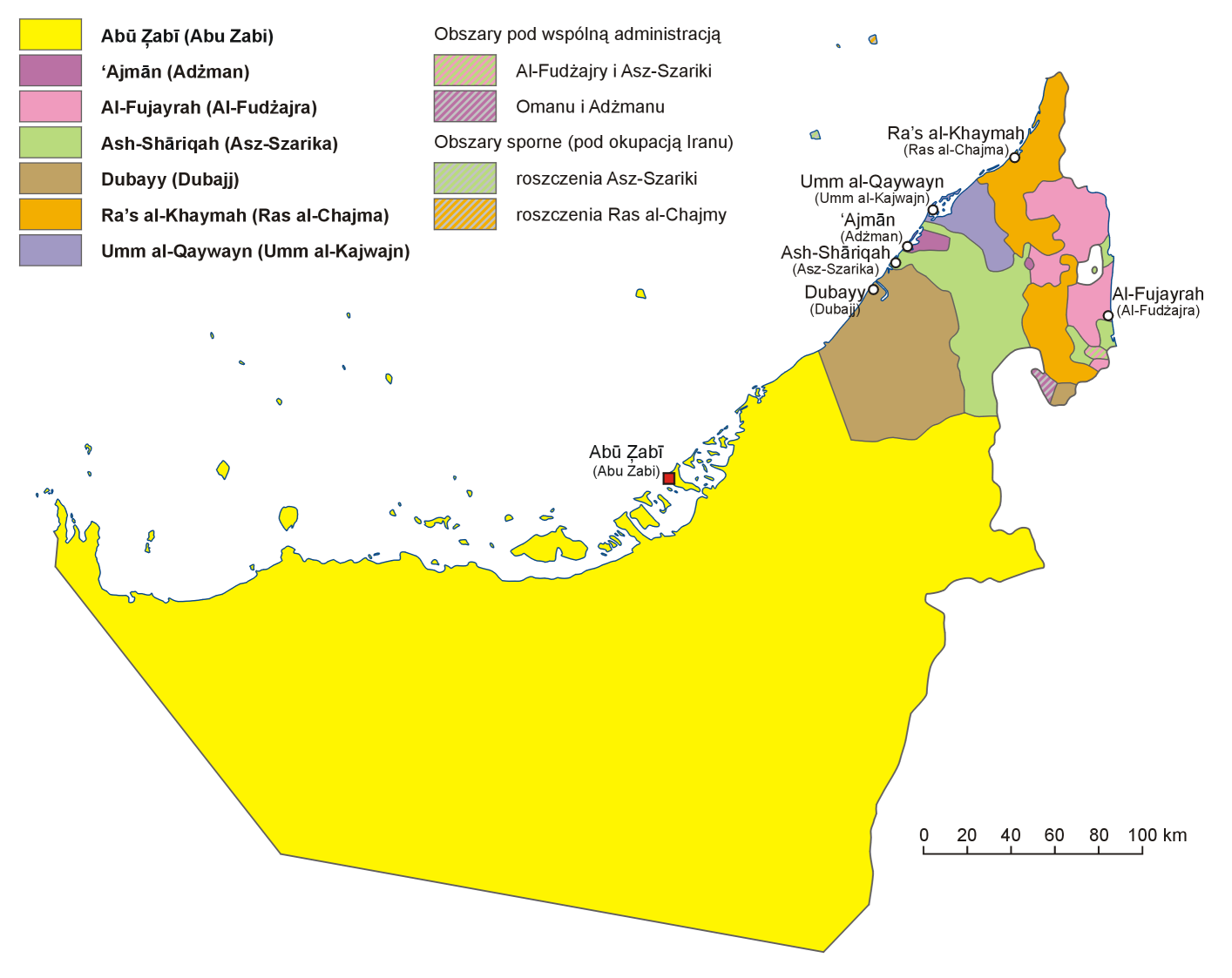
ZEA – dwa kondominia
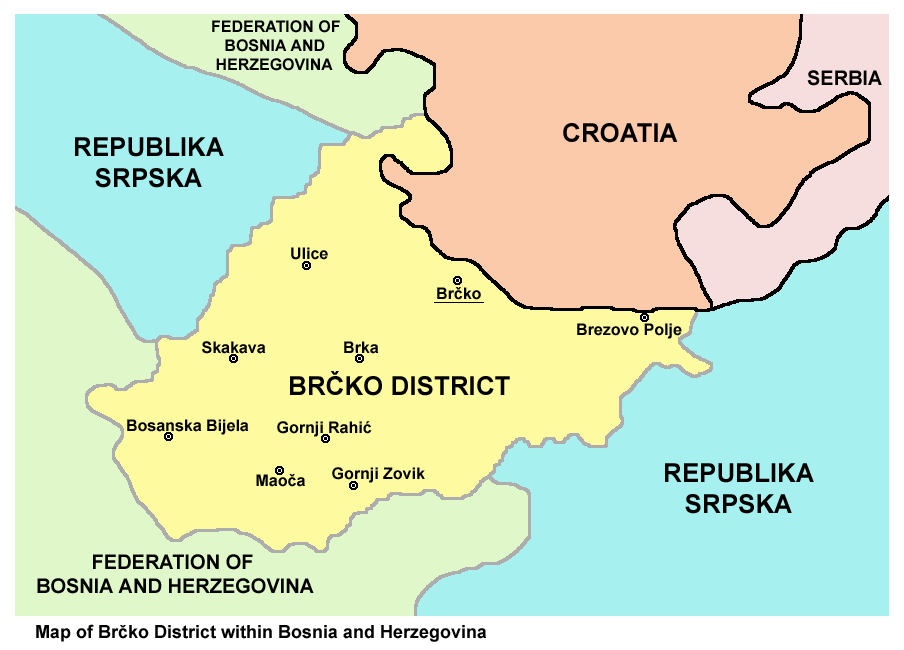
Dystrykt Brczko w Bośni i Hercegowinie – kondominium 2 republik pod międzynarodową kontrolą
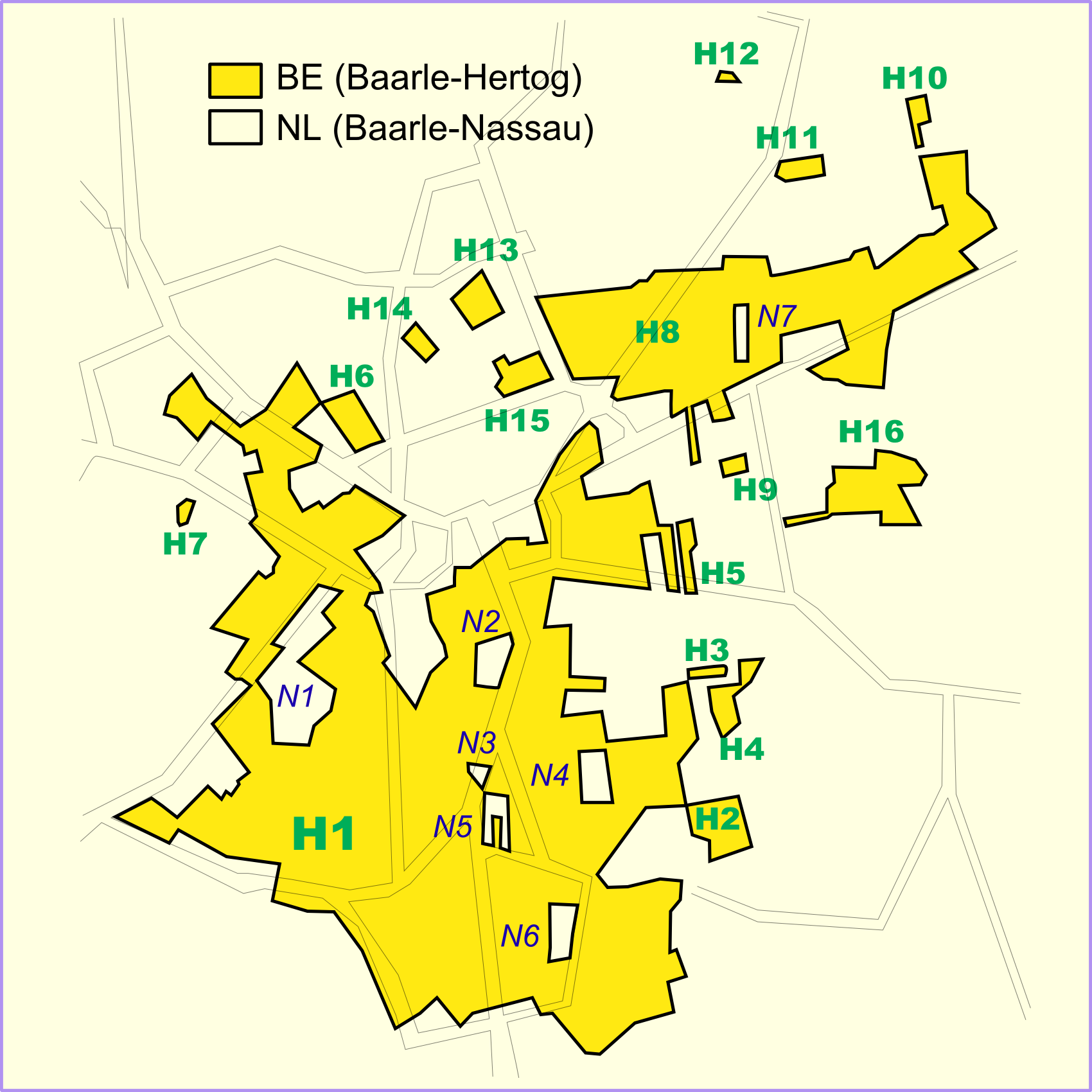
Baarle – de facto kondominium holendersko-belgijskie